# Alex Greenfield
Pour les articles homonymes, voir Greenfield.
Alexandra « Alex » Greenfield née le 7 septembre 1990 à Barry (pays de Galles), est une coureuse cycliste et entraineuse britannique, spécialiste de la piste.

## Biographie
Alex Greenfield est sacrée championne de Grande-Bretagne du scratch juniors (moins de 19 ans) en 2007. La même année, elle est également championne d'Europe de course aux points chez les juniors. En 2008, elle conserve son titre européen dans la course aux points et ajoute un autre titre en tant que membre de l'équipe de poursuite par équipe juniors. Elle fait ses débuts sur la Coupe du monde sur piste lors de la saison 2008-2009, prenant la troisième place de la course scratch à Manchester.
Elle représente le Pays de Galles aux Jeux du Commonwealth de Delhi en 2010 et se classe quatrième du scratch. Elle arrête sa carrière en 2011, à 21 ans. Elle passe son diplôme en sciences du sport et commence à entraîner des cyclistes. Elle passe trois ans avec la fédération galloise en tant qu'entraîneur bénévole.
Durant l'année 2017, elle est directrice sportive adjointe au sein de l'équipe sur route Wiggle High5. Au cours de la saison 2018, elle est nommée entraîneuse adjointe de l'endurance féminine au sein de la Fédération néo-zélandaise.

## Palmarès sur piste

### Coupe du monde
- 2008-2009
  - 3e du scratch à Manchester

### Jeux du Commonwealth
- Delhi 2010
  - 4e du scratch

### Championnats d'Europe
- Cottbus 2007 (juniors)
  -  Championne d'Europe de course aux points juniors
- Pruszkow 2008 (juniors)
  -  Championne d'Europe de poursuite par équipes juniors
  -  Championne d'Europe de course aux points juniors

### Course de Six jours
- 2008
  - Six jours d'Amsterdam (avec Elizabeth Deignan)

### Championnats nationaux
- 2006
  - 2e de la course aux points
- 2007
  -  Championne de Grande-Bretagne du scratch juniors
- 2008
  -  Championne de Grande-Bretagne de course aux points
  - 2e du scratch
- 2009
  -  Championne de Grande-Bretagne de l'américaine (avec Danielle King)
- 2010
  -  Championne de Grande-Bretagne de poursuite par équipes (avec Danielle King et Sarah Storey)

## Palmarès sur route
- 2009
  - 3e du Circuit de Borsele